# Can Garrigó (Bigues)
Can Garrigó, també coneguda com a Can Garriga és una masia a Bigues (poble del Vallès) al sector central del terme municipal de Bigues i Riells, a migdia del Turó. Forma part de la Parròquia de Bigues i de l'església parroquial de Sant Pere de Bigues, a l'extrem meridional de les quals es troba, i és a llevant de la urbanització de Mont Paradís i al nord-oest de la de Can Barri.